# Kill Command
Kill Command è un film del 2016 scritto e diretto da Steven Gomez. La storia si concentra su un gruppo di Marines statunitensi che tentano di sopravvivere dopo che una missione di addestramento contro l'intelligenza artificiale va storta.

## Trama
In un prossimo futuro tecnologicamente avanzato, Katherine Mills, un cyborg che lavora per la Harbinger Corporation, scopre un'anomalia di riprogrammazione riguardante un sistema di I.A. (Intelligenza Artificiale) di guerra situato presso la Harbinger I Training Facility, un'isola di addestramento militare non divulgata. Incontra il capitano Damien Bukes e la sua squadra composta da Drifter, Robinson, Cutbill, Goodwin, Hackett e Loftus, tutti assegnati a una missione di addestramento di due giorni ad Harbinger I.
Al loro arrivo, il team nota che le comunicazioni globali sono state disabilitate, limitandole solo all'accesso locale. Scoprono droni di sorveglianza che operano autonomamente monitorandoli. La squadra inizia la sua missione per eliminare le minacce dell'IA. Il primo incontro si rivela semplice per la squadra in quanto riesce ad eliminare i droni I.A. da un punto di vista rialzato. Durante la battaglia, Mills però scopre una strana unità avanzata della S.A.R. (Study Analyze Reprogram), la S.A.R.-003, prova ad accederci per analizzarla ma non ci riesce.
Quella notte, Drifter e Mills discutono del loro passato e del disprezzo di Bukes per lei. Più tardi nella stessa notte, Loftus viene ucciso dall'unità S.A.R. Il giorno dopo, scoprono il corpo di Loftus nel luogo del primo incontro. I droni prendono il punto di osservazione originale della squadra e uccidono Hackett. Scoprono che l'I.A. si sta adattando e sta imparando da loro. Bukes fiancheggia due droni, che si disperdono immediatamente. Più tardi, l'unità S.A.R. cattura Cutbill e tenendolo sollevato lo fa uccidere da un altro drone. I droni attaccano di nuovo il gruppo, Bukes e Mills sono separati da Drifter, Robinson e Goodwin. Quella notte, l'unità S.A.R. scopre Bukes e un incosciente Mills; A quel punto l'unità S.A.R. si "collega" con Mills lasciandola momentaneamente in pace.
Il giorno dopo, la squadra tenta di uscire dall'area di addestramento, ma viene attaccata con fumogeni e spari. Drifter viene colpito e bloccato dall'unità S.A.R., Bukes uccide Drifter dandogli il colpo di grazia prima che l'unità S.A.R. sia in grado di farlo. La squadra fugge nel complesso barriera e scopre che l'A.I. ha ucciso tutti i dipendenti. Mills attiva un'altra unità della S.A.R. per capirne di più, scoprendo che la S.A.R-003 ha riprogrammato l'I.A. per usare la forza letale allo scopo di migliorare la motivazione dei soldati. La S.A.R-003 e altre unità sfondano la porta della stanza in cui sono i soldati mentre la squadra rimanente fugge dalla parte posteriore. Mills scopre un dispositivo EMP che può essere utilizzato per fermare l'unità S.A.R. principale, il problema è che la bomba a impulsi gli si potrebbe ritorcersi contro uccidendola o cancellandogli la mente.
Bukes, Mills, Robinson e Goodwin piazzano esplosivi per prepararsi all'assedio. Il giorno seguente, i droni I.A. attaccano la struttura. La squadra spazza via più della metà dei droni, ma Robinson viene ucciso nello scontro a fuoco che ne segue. Mentre la S.A.R-003 si avvicina alla squadra, Mills fa detonare l'EMP, atterrando se stessa e il drone. L'unità S.A.R. si risveglia attaccando Bukes e Mills. Mills prende il controllo del fucile da cecchino di Robinson nell'edificio per distruggere l'unità S.A.R.; S.A.R. carica comunque il suo programma dentro Mills prima che si "spenga" e perda coscienza. Ore dopo, arriva un tiltrotor per salvare i sopravvissuti. Mentre Bukes e Goodwin si avvicinano all'aereo, Mills si risveglia con caricato il protocollo di missione del S.A.R-003.

## Produzione

### Riprese
Le scene nella foresta sono state girate vicino al villaggio di Coldharbour nelle Surrey Hills, con diverse scene interne girate sul set costruite dallo scenografo Jamie Lapsley negli edifici del Royal Albert Docks con il finale girato alla EMI Old Vinyl Factory di Hayes, Middlesex.

## Distribuzione
Il film è stato distribuito nelle sale italiane il 2 novembre 2016.

## Accoglienza

### Critica
Kill Command ha ricevuto recensioni generalmente positive, con una valutazione su rotten tomatoes del 75%, basata su dodici recensioni. Peter Bradshaw di The Guardian ha descritto il film come un "thriller d'azione fantascientifico superiore". Alex Billington di First Showing ha definito il film "impressionante".